# Ломка (мини-сериал)
«Ломка» (англ. Dopesick) — американский драматический мини-сериал Дэнни Стронга, основанный на книге Бетт Мейси «Ломка: дилеры, доктора и фармацевтические компании, пристрастившие Америку». Премьера состоялась 13 октября 2021 года на сервисе Hulu.

## Сюжет
Мини-сериал посвящён истории опиоидной эпидемии в США, показанной с точки зрения врачей, пациентов и фармацевтических компаний.

## В ролях

### Главные роли
- Майкл Китон — доктор Сэмьюэл Финникс
- Питер Сарсгаард — Рик Маунткасл
- Кейтлин Дивер — Бетси
- Уилл Поултер — Билли
- Джон Хогенаккер — Рэнди Рэмзеер
- Розарио Доусон — Бриджет Мейер
- Майкл Стулбарг — Ричард Саклер[англ.]

### Второстепенные роли
- Мэр Уиннингэм — Дайан Маллам, мать Бетси
- Филиппа Су — Эмбер
- Джейк Макдорман — Джон Браунли
- Рэй Маккиннон[англ.] — Джерри Маллам
- Клеопатра Коулман — Грейс Пелл
- Джейми Рэй Ньюман — Кейт Саклер
- Андреа Франкл — Бет Сэклер
- Уилл Чейз — Майкл Фридман
- Ребекка Уайсоки
- Миген Фей — сестра Бет Дейвис
- Тревор Лонг — Руди Джулиани

## Эпизоды
| № | Название                                                        | Режиссёр        | Автор сценария                | Дата премьеры   | Произв. код |
| - | --------------------------------------------------------------- | --------------- | ----------------------------- | --------------- | ----------- |
| 1 | «Первая бутылка» «First Bottle»                                 | Барри Левинсон  | Дэнни Стронг                  | 13 октября 2021 | 1DJE01      |
| 2 | «Прорывная боль» «Breakthrough Pain»                            | Барри Левинсон  | Дэнни Стронг                  | 13 октября 2021 | 1DJE02      |
| 3 | «Пятый показатель жизненно важных функций» «The 5th Vital Sign» | Майкл Куэста    | Дэнни Стронг, Бет Мейси       | 13 октября 2021 | 1DJE03      |
| 4 | «Псевдозависимость» «Pseudo-Addiction»                          | Майкл Куэста    | Джессика Мекленберг           | 20 октября 2021 | 1DJE04      |
| 5 | «Осведомитель» «The Whistleblower»                              | Патрисия Ригген | Дэнни Стронг, Бенджамин Рубин | 27 октября 2021 | 1DJE05      |
| 6 | «Забейте обидчиков» «Hammer the Abusers»                        | Патрисия Ригген | Дэнни Стронг, Эоган О’Доннелл | 3 ноября 2021   | 1DJE06      |
| 7 | «Предупреждение в чёрной рамке» «Black Box Warning»             | Дэнни Стронг    | Дэнни Стронг, Бет Мейси       | 10 ноября 2021  | 1DJE07      |
| 8 | «Народ против Purdue Pharma» «The People vs. Purdue Pharma»     | Дэнни Стронг    | Дэнни Стронг                  | 17 ноября 2021  | 1DJE08      |

## Производство

### Разработка
В июне 2020 года стало известно, что Hulu заказал разработку мини-сериала «Ломка», основанный на книге Бет Мейси "Ломка: дилеры, доктора и фармацевтические компании, пристрастившие Америку " (англ. Dopesick: Dealers, Doctors and the Drug Company that Addicted America). Было заказано восемь эпизодов. Разработкой мини-сериала занялся Дэнни Стронг, который также стал одним из исполнительных продюсеров проекта вместе с Майклом Китоном, Уорреном Литтлфилдом, Джоном Голдуином, Бет Мейси, Карен Розенфельт и Барри Левинсоном. Левинсон также был назначен режиссёром мини-сериала. Производством занялись компании Fox 21 Television Studios и The Littlefield Company.

### Подбор актёров
Одновременно с анонсом мини-сериала на одну из главных ролей был утверждён Майкл Китон. В сентябре 2020 года на ведущие роли были утверждены Питер Сарсгаард, Кейтлин Дивер, Уилл Поултер и Джон Хогенаккер, а Филиппа Су и Джейк Макдорман были утверждены на второстепенные роли. В октябре 2020 года стало известно, что в сериале снимутся Розарио Доусон и Рэй Маккиннон. В ноябре к актёрскому составу присоединилась Клеопатра Коулман. В декабре 2020 года на одну из главных ролей был утверждён Майкл Стулбарг. В январе 2021 года стало известно, что в мини-сериале снимутся Джейми Рэй Ньюман, Андреа Франкл и Уилл Чейз. В марте 2021 года Ребекка Уайсоки и Миген Фей были утверждены на второстепенные роли. В апреле 2021 года стало известно, что в проекте снимется Тревор Лонг.

### Съёмки
Съёмки мини-сериала начались в декабре 2020 года в Ричмонде и центральной Вирджинии и завершились в мае 2021 года.

## Премьера
Премьера первых трёх эпизодов «Ломки» состоялась 13 октября 2021 года на сервисе Hulu.

## Оценки критиков
На сайте Rotten Tomatoes сериал имеет рейтинг 87 % на основании 63 рецензий критиков со средним баллом 7,4 из 10. «Консенсус критиков» сформулирован следующим образом: «„Ломка“ временами тонет под грузом своего содержания, но сильная игра Майкла Китона и Кейтлин Дивер и сопереживающее отношение к реальным людям, затронутым опиоидным кризисом, создают душераздирающую драму».
На сайте Metacritic рейтинг сериала составляет 68 баллов из 100 возможных на основании 25 рецензий критиков, что означает «в целом положительные отзывы».

## Награды и номинации
- 2022. «Эмми»:
  - Премии за лучшую мужскую роль в мини-сериале или телефильме (Майкл Китон) и за лучшую операторскую работу в мини-сериале или телефильме (Чекко Варезе за серию «Breakthrough Pain»),
  - Номинации: лучший мини-сериал, лучшая режиссура в мини-сериале или телефильме (Дэнни Стронг за серию «The People vs. Purdue Pharma»), лучший сценарий в мини-сериале или телефильме (Дэнни Стронг за серию «The People vs. Purdue Pharma»), лучшая мужская роль второго плана в мини-сериале или телефильме (Питер Сарсгаард, Майкл Стулбарг, Уилл Поултер), лучшая женская роль второго плана в мини-сериале или телефильме (Кейтлин Дивер, Мэр Уиннингэм), лучший монтаж в мини-сериале или телефильме (Чин Юн Чун за серию «Black Box Warning», Дуглас Крайз за серию «First Bottle»), лучший кастинг в мини-сериале или телефильме (Эви Кауфман, Эрика Арвольд), лучшее микширование звука (за серию «Pseudo-Addiction»).
- 2022 — премия «Золотой глобус» за лучшую мужскую роль в мини-сериале или телефильме (Майкл Китон), а также две номинации за лучший мини-сериал или телефильм и за лучшую женскую роль второго плана на телевидении (Кейтлин Дивер).
- 2022 — премия Гильдии киноактёров США за лучшую мужскую роль в мини-сериале или телефильме (Майкл Китон).
- 2022 — премия «Выбор критиков» за лучшую мужскую роль в мини-сериале или телефильме (Майкл Китон), а также две номинации за лучший мини-сериал и за лучшую женскую роль второго плана в мини-сериале или телефильме (Кейтлин Дивер).
- 2022 — премия Пибоди в номинации «Развлечения».
- 2022 — премия «Грейси» за лучшую женскую роль второго плана в мини-сериале или телефильме (Кейтлин Дивер).
- 2022 — две номинации на премию Гильдии режиссёров США за лучшую режиссуру в мини-сериале или телефильме (Барри Левинсон за серию «First Bottle», Дэнни Стронг за серию «The People vs. Purdue Pharma»).
- 2022 — номинация на премию «Спутник» за лучшую мужскую роль в мини-сериале или телефильме (Майкл Китон).